# Paul Langevin

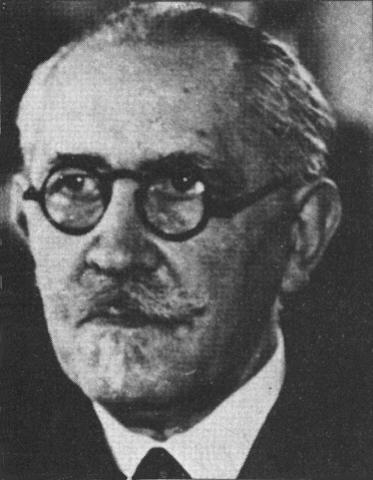
Paul Langevin

Paul Langevin (* 23. Januar 1872 in Paris; † 19. Dezember 1946 ebenda) war ein französischer Physiker.

## Leben und berufliche Karriere
Langevin studierte 1888 bis 1891 an der École supérieure de physique et de chimie industrielles de la ville de Paris (ESPCI) und der 1894 bis 1897 École normale supérieure (Paris) (ENS). Nach einer Zeit 1897/98 am  Cavendish Laboratory in Cambridge bei J. J. Thomson promovierte er 1902 an der Sorbonne bei Pierre Curie mit einer Dissertation über ionisierte Gase. Er war 1898 bis 1902 an der Sorbonne, ab 1900 als Präparator. Ab 1902 war er Professur für Physik am Collège de France, zunächst ab 1902 Professeur remplacant, ab 1903 Professeur suppléant und ab 1909 Professeur titulaire. Von 1905 bis 1926 war er außerdem Professor an der ESPCI und 1926 bis 1940 deren Direktor.
Er engagierte sich für Menschenrechte und gegen den Faschismus. Er war 1934 einer der Gründer des Comité de vigilance des intellectuels antifascistes, das nach rechten Unruhen in Frankreich gegründet wurde. Wegen seines öffentlichen Auftretens gegen Faschismus stand er im Vichy-Regime die meiste Zeit unter Hausarrest. Er verlor seine Professur am Collège de France und erhielt sie erst 1944 wieder. Nach der Befreiung trat er der Kommunistischen Partei bei und war 1944 bis 1946 Präsident der Ligue des droits de l’homme et du citoyen (LDH).
Langevin war ab 1898 mit Emma Jeanne Desfosses verheiratet, mit der er vier Kinder hatte (Jean, André, Madeleine, Hélène).  Sein Sohn Paul-Gilbert Langevin aus einer Beziehung mit der Physikerin Éliane Montel (1898–1993) war Musikwissenschaftler. Seine Tochter  Hélène Solomon-Langevin (1909–1995) aus erster Ehe war in der Resistance und überlebte verschiedene Konzentrationslager. Er hatte ab 1910 eine Affäre mit der verwitweten Marie Curie, was öffentlich wurde und zur Langevin-Affäre wurde (siehe Marie Curie, Die Langevin-Affäre).
Paul Langevin starb am 19. Dezember 1946 in Paris. Seine sterblichen Überreste ruhen seit 1948 im Panthéon von Paris.

## Werk
Langevin arbeitete sowohl theoretisch als auch experimentell. 1905 gab er eine Erklärung von Paramagnetismus und Diamagnetismus über die Bewegung der Elektronen in Atomen: die Elektronen bewegen sich danach in Bahnen in Atomen und Molekülen, sind diese symmetrisch verteilt, so dass sich die magnetischen Momente aufheben, liegt Diamagnetismus vor, ansonsten Paramagnetismus.
Die Langevin-Gleichung, eine stochastische Differentialgleichung, wird in der statistischen Physik verwendet, um mikroskopische Prozesse in Gegenwart zufälliger Kräfte (Rauschen) zu beschreiben, so zum Beispiel die brownsche Molekularbewegung bei Gasmolekülen. Er ist Namensgeber der Langevin-Funktion und der durch die Langevin-Gleichung beschriebenen Langevin-Dynamik.
Er wendete als erster im Ersten Weltkrieg die Piezoelektrizität von Quarzkristallen mit dem Bau der ersten Ultraschall-Objekterfassung (Sonar) technisch für die Suche nach U-Booten an und entwickelte für die französische Marine das erste Echolot-System. Darauf hielt er 1916 und 1917 US-Patente, zur Anwendung kam das Sonar im Ersten Weltkrieg aber nicht mehr. Die Entdeckung des Piezoeffekts geht allerdings auf die Brüder Curie im Jahre 1880 zurück (siehe Piezoeffekt).
Er war ein früher Verfechter der Speziellen Relativitätstheorie in Frankreich. So diskutierte er in Anschluss an Albert Einstein 1911 das Zwillingsparadoxon, was wiederum Max von Laue zu weiteren Erklärungen anregte. Langevin war mit Einstein befreundet.
Langevin arbeitete auch über die Moderierung (Abbremsung in Materie) von Neutronen, was später eine Grundlage für den Bau von Kernreaktoren war.

## Ehrungen und Mitgliedschaften
1911 wurde Langevin zum korrespondierenden Mitglied der Göttinger Akademie der Wissenschaften gewählt. Seit 1928 war er auswärtiges Mitglied der Royal Society. 1934 wurde er in die Académie des sciences aufgenommen.
Er war Fellow der Royal Society und erhielt 1915 deren Hughes-Medaille und 1940 deren Copley Medal. Nach dem Tod von Hendrik Antoon Lorentz war er 1928 bis 1940 dessen Nachfolger als Vorsitzender des wissenschaftlichen Komitees des Internationalen Solvay-Instituts, die die Solvay-Kongresse organisierte.
Nach Langevin mitbenannt ist das Institut Laue-Langevin in Grenoble und das Institut Langevin – Ondes et Images in Paris. Der Paul-Langevin-Preis der französischen physikalischen Gesellschaft, der für Leistungen in theoretischer Physik vergeben wird, ist nach ihm benannt.
Auch der Mondkrater Langevin ist nach ihm benannt.

## Sonstiges
Langevin war Pazifist. Er war zu einer Demonstration deutscher Pazifisten unter dem Motto Nie wieder Krieg! 1923 in Berlin eingeladen, nahm auch teil, lehnte es aber ab, das Wort zu ergreifen; die Kriegsschuldfrage entzweite noch die beiden Völker.
1934 gründete er gemeinsam mit dem Philosophen Émile Chartier (Pseudonym Alain) ein Komitee der Wachsamkeit (gegenüber kriegerischen Bestrebungen), dem sich zahlreiche prominente Intellektuelle aus verschiedenen ideologischen Lagern zur Verfügung stellten.
Ebenfalls 1934 hat er maßgeblich dazu beigetragen, dass der aus Deutschland emigrierte Fritz Karsen von der französischen Regierung die Genehmigung erhielt, in Paris die École nouvelle de Boulogne zu gründen.
Sein Enkel Michel Langevin (1926–1985) heiratete die Kernphysikerin Hélène Langevin-Joliot, eine Enkelin von Marie und Pierre Curie.

## Schriften
- Magnétisme et théorie des électrons, Annales de chimie et de physique, 1905, wikisource
- Sur la théorie du magnétisme, J. Phys.  Theor.  Appl., Band 4 (1), 1905, S. 678–693
- Le Principe de relativité. Paris: Chiron, 1922.
- Oeuvres scientifiques de Paul Langevin. Paris: CNRS, 1950.
- mit H. Abraham: Mémoires relatifs à la Physique, Ions, électrons, corpuscules. Paris: Gauthier-Villars, 1905.